# 鳳頭距翅麥雞
鳳頭距翅麥雞（學名：Vanellus chilensis）是鴴科的一種涉禽。它們廣泛分佈在南美洲，但不包括密林地區（如亞馬遜雨林）、安地斯山脈的高海拔地區及西岸的乾旱海岸。它們在拉普拉塔盆地尤為普遍。近年它們擴散至中美洲。

## 特徵
鳳頭距翅麥雞是南美洲的唯一有冠涉禽。它們長32-38厘米，約重425克。上身主要呈褐灰色，肩膀有青銅色光澤。前額及喉嚨黑色，一直伸延至胸部，頭部主要灰色，灰色與黑色之間有白邊。下身白色，眼環、腳及喙是粉紅色的。翼底的距呈紅色，是用來嚇走及對抗猛禽的。在飛行時，可以看到它們雙翼上的白斑紋。其臀部是白色的，而尾巴是黑色的。
鳳頭距翅麥雞有4個亞種，頭的顏色及叫聲有些評分別。巴塔哥尼亞的Vanellus chilensis fretensis有時會被包含內指名亞種V. c. chilensis之內。亞馬遜河北部的V. c. cayennensis及南部的V. c. lampronotus有時會被分類為獨立的物種Vanellus cayennensis。這兩個亞種的頭部也較為褐色，面上白間不會延伸到冠中央。在烏拉圭的群落則多是過渡階級。
於史前時期，鳳頭距翅麥雞廣為分佈。在科羅拉多州發現更新世晚期的骨頭最初被命名為Dorypaltus prosphatus，但卻與鳳頭距翅麥雞的基本上不能區分，只是較為細小。不過，鳳頭距翅麥雞只分佈在南美洲，所以這個骨頭最有可能是它們的古亞種。它們可能於第四紀冰期消失，但生物地理學顯示它們也有在中美洲及加勒比海地區出沒。已滅絕的V. downsi最為接近加利福尼亞州的鳳頭距翅麥雞，它們的遺骸是在洛杉磯的拉布雷亞瀝青坑發現。由於被洛磯山脈所分隔，V. downsi並非鳳頭距翅麥雞的祖先，但有可能是西北部的姊妹分類。

## 生態
鳳頭距翅麥雞棲息在湖泊、河岸或開放的草原。它們因在草原上牧放而受惠。它們最初分別於1961年及1974年在千里達及多巴哥出現，其後急速增長。它們會在任何長草的地方出沒，包括在城市的足球場。它們有時會在機場附近築巢，造成了航空交通的問題。當不繁殖時，鳳頭距翅麥雞會散佈到濕地，季節性地會到熱帶氾濫草原。
鳳頭距翅麥雞主要吃昆蟲及其他細小無脊椎動物。它們會夜間覓食，待獵物出現才追捕。它們是群居的。
鳳頭距翅麥雞會在草原繁殖。它們會生2-3隻蛋，蛋呈橄欖綠色。它們會很嘈吵及帶有攻擊性來保衛鳥巢。

## 外部連結
- Internet Bird Collection （页面存档备份，存于）